# Барлог, Кори
Кори Барлог (англ. Cory Barlog) — американский геймдизайнер, геймдиректор, продюсер и сценарист. Известен работой над играми God of War (2005), God of War II (2007) и God of War (2018).

## Биография
Перед приходом к Santa Monica Studio, Барлог работал над Backyard Wrestling: Don't Try This at Home и X-Men: Next Dimension.
После начала работы в студии, Барлог был ведущим аниматором God of War (2005) и игровым директором God of War II (2007), за которую он получил премию BAFTA. Он также был игровым директором God of War III (2010) первые восемь месяцев её разработки. Барлог покинул SCEA в ноябре 2007 года по неизвестным причинам.
В августе 2013 года Барлог вернулся в Santa Monica Studio для разработки новой игры. Этой игрой была God of War 2018 года, которая в итоге получила звание «Игра года» на церемонии The Game Awards 2018. На данный момент является креативным директором Santa Monica Studio. 

## Игры
| Дата выхода | Название                                   | Роль                                  |
| ----------- | ------------------------------------------ | ------------------------------------- |
| 1999        | Requiem: Avenging Angel                    | художник                              |
| 2000        | Rock 'em Sock 'em Robots Arena             | аниматор                              |
| 2000        | X-Men: Mutant Academy                      | аниматор                              |
| 2001        | X-Men: Mutant Academy 2                    | аниматор                              |
| 2002        | X-Men: Next Dimension                      | ведущий аниматор                      |
| 2003        | Backyard Wrestling: Don't Try This at Home | ведущий аниматор                      |
| 2005        | God of War                                 | ведущий аниматор                      |
| 2007        | God of War II                              | геймдиректор, сценарист, геймдизайнер |
| 2008        | God of War: Chains of Olympus              | сценарист                             |
| 2010        | God of War III                             | первоначальный дизайн и макет истории |
| 2010        | God of War: Ghost of Sparta                | сценарист                             |
| 2013        | Tomb Raider                                | режиссёр кат-сцен                     |
| 2018        | God of War                                 | геймдиректор, сценарист               |
| 2022        | God of War: Ragnarök                       | продюсер                              |